# Universidad Internacional de La Rioja
La Universidad Internacional de La Rioja, conocida como la UNIR, es una universidad privada española de educación en línea cuyo rectorado se encuentra en Logroño, La Rioja. Cuenta con presencia y sedes en México, Colombia, Ecuador y Perú. En febrero de 2025 contaba con más de 90 000 alumnos en estudios oficiales desde 86 países, principalmente en España e Hispanoamérica.
En España, UNIR imparte 55 titulaciones de grado, 155 másteres oficiales y cuatro programas de doctorado, todos ellos avalados por la ANECA, al igual que todas sus facultades. Asimismo, ofrece 83 títulos propios y y programas de estudios avanzados en distintas áreas del conocimiento.

## Historia
La UNIR empezó su actividad académica en 2009, tras la autorización por el Decreto 69/2009, de 31 de julio (BOR núm.96 de 5 de agosto de 2009). Es reconocida por la Ley 3/2008, de 13 de octubre, por el Parlamento de La Rioja, que establece que puede impartir enseñanzas encaminadas a la obtención de títulos de carácter oficial. Se rige por la Ley Orgánica del Sistema Universitario (LOSU), por las directrices de la Unión Europea y por las normas que dictan el Estado español y la Comunidad Autónoma de La Rioja. Su estructura, organización y funcionamiento se han diseñado conforme a los parámetros y requisitos del Espacio Europeo de Educación Superior (EEES).
Del total de estudiantes, el 21 % se encuentra repartido en 86 países de los cinco continentes. A mediados de 2020, la UNIR contaba con cerca de 70 000 alumnos graduados en estudios oficiales desde su fundación.[cita requerida]
El 8 de marzo de 2019 la UNIR, integrada en el grupo riojano Proeduca Altus, realizó su entrada en el Mercado Alternativo Bursátil (MAB).
Cinco de sus centros cuentan con acreditación institucional de la Agencia Nacional de Evaluación de la Calidad (ANECA): la Facultad de Empresa y Comunicación en octubre de 2019, la Facultad de Educación en julio de 2020, las Facultades de Ciencias de la Salud y Derecho y la Escuela Superior de Ingeniería y Tecnología (2021). Otras dieciséis universidades españolas han recibido este reconocimiento a sus respectivas facultades.
En 2020, Edix Educación, el Instituto de Expertos Digitales de la UNIR, comenzó su actividad especializada en la impartición de títulos expertos universitarios de alta empleabilidad dirigidos a aquellas personas que desean reciclarse profesionalmente y adquirir nuevas capacitaciones adicionales, con un fuerte componente digital y tecnológico que propone formar expertos digitales.
En marzo de 2021 el Grupo PROEDUCA adquirió por unos cuatro millones de euros la escuela de marketing digital española KSchool.
En febrero de 2022 la UNIR y la Universidad San Dámaso firmaron un convenio para impartir un Título en Estudios Bíblicos.

## Estudios
La UNIR organiza su actividad académica en torno a ocho facultades y escuelas:
- Facultad de Educación
- Facultad de Empresa y Comunicación
- Facultad de Ciencias de la Salud
- Facultad de Derecho
- Escuela Superior de Ingeniería y Tecnología
- Facultad de Ciencias Sociales y Humanidades
- Escuela de Idiomas
- Escuela de Postgrado

## Alianzas estratégicas y socios
La UNIR ha establecido más de 12.000 convenios y colaboraciones con empresas, universidades, organizaciones e instituciones públicas y privadas de prestigio nacional e internacional.
Estas alianzas permiten a UNIR ofrecer programas conjuntos, prácticas profesionales, proyectos de investigación aplicada, doble titulación, acceso a tecnologías punteras y experiencias internacionales enriquecedoras para su comunidad universitaria.

## Doctorado
La UNIR cuenta con cuatro programas de doctorado. Desde 2013, la UNIR ofrece el primer programa de doctorado en línea en España, que se titula Sociedad del Conocimiento y Acción en los Ámbitos de la Educación, la Comunicación, los Derechos y las Nuevas Tecnologías. En junio de 2017, el colombiano Sergio Alejandro Rodríguez Jerez leyó la primera tesis doctoral en la UNIR, con el título «La calidad en la educación superior en Colombia y su proceso de significación: un análisis semiótico».

## Cátedras
La Universidad Internacional de La Rioja ha establecido diversas cátedras institucionales en colaboración con organizaciones de prestigio, con el objetivo de fomentar la investigación, la formación y la transferencia de conocimiento en áreas clave de la sociedad digital y la educación. A continuación, se presentan algunas de las cátedras más destacadas:
- Cátedra UNESCO en Educación y Ciencia Abiertas: Esta cátedra promueve la investigación y la formación en prácticas educativas abiertas, facilitando el acceso al conocimiento y fomentando la colaboración internacional en el ámbito educativo.
- Cátedra ICDE en Analítica y Big Data: En colaboración con el International Council for Open and Distance Education (ICDE), esta cátedra se centra en el análisis de grandes volúmenes de datos para mejorar los procesos educativos y la toma de decisiones en entornos de aprendizaje en línea.[15]
- Cátedra IBM en Sociedad Digital: Esta alianza con IBM busca explorar el impacto de la transformación digital en la sociedad, desarrollando proyectos que integren tecnologías emergentes en la educación y otros sectores clave.
- Cátedra Telefónica en Tecnología de Aprendizaje y Enseñanza Online: En conjunto con Telefónica, esta cátedra se dedica a la innovación en metodologías de enseñanza en línea, investigando nuevas herramientas y estrategias para mejorar la experiencia educativa digital.
- Cátedra AENOR-UNIR en Certificación y Estándares de Calidad y Tecnológicos: Esta cátedra tiene como objetivo facilitar la formación, investigación y divulgación en el ámbito de la certificación y los estándares de calidad y tecnológicos, promoviendo la excelencia en la gestión y los procesos organizativos.[16]

Estas cátedras permiten a UNIR mantener una relación fluida con empresas e instituciones de primer nivel, desarrollando proyectos y actividades que benefician tanto a la comunidad académica como a la sociedad en general.

## Método pedagógico
El método pedagógico de la UNIR se sustenta sobre los siguientes pilares:
- Clases online en directo. En horario de tarde y de mañana, las clases en línea están planificadas con tiempo de antelación, las clases se quedan grabadas y el alumno puede verlas con posterioridad. Las clases se realizan apoyándose en software de conferencias como Adobe Connect.

- Mentor personal. La UNIR ha desarrollado la figura del mentor personal (antes llamado tutor personal) que tiene contacto periódico con cada estudiante para apoyarle en las dificultades que pueda encontrar durante el estudio. Pretende desarrollar un modelo pedagógico personalizado que se adapte a las circunstancias personales y profesionales de cada uno de sus estudiantes.

- Evaluación continua. Se sigue un modelo de aprendizaje progresivo y constante. El claustro de profesores valora la evolución del alumno a través de evaluación continua en la que se tiene en cuenta trabajos, asistencia a clase, participación en foros y realización de actividades. Siendo lo más habitual, un promedio de un 60 % de la nota para el examen final y un 40 % de las actividades continuas.

## Biblioteca
La Biblioteca Virtual de la Universidad Internacional de La Rioja  es un servicio en línea que ofrece acceso a una amplia gama de recursos y servicios para apoyar la docencia, la investigación y el aprendizaje de su comunidad universitaria.

### Acceso y disponibilidad
La biblioteca está disponible las 24 horas del día, los 365 días del año, y se accede a través del campus virtual de UNIR. Una vez autenticado, el usuario puede consultar millones de documentos, incluyendo libros electrónicos, revistas científicas, artículos, vídeos, informes y otros recursos especializados.

### Colección y recursos
La Biblioteca Virtual de UNIR cuenta con más de 375.000 libros electrónicos, más de 64.000 revistas científicas y más de 75.000 vídeos académicos. Además, ofrece acceso a normas UNE-ISO, documentación jurídica y legislativa, y recursos bibliométricos como Web of Science y Scopus.

## Revistas académicas
La UNIR impulsa la investigación y la difusión del conocimiento mediante diversas publicaciones científicas y culturales. Entre sus principales revistas académicas destacan:
- Revista Española de Pedagogía

Fundada en 1943, esta publicación se centra en el estudio de la educación y publica investigaciones originales relacionadas con la pedagogía. Está indexada en bases de datos internacionales como Web of Science y Scopus. Desde 2014, es editada por la UNIR.
- IJIMAI (International Journal of Interactive Multimedia and Artificial Intelligence)

Revista científica internacional en inglés, especializada en inteligencia artificial y multimedia interactiva. Es una publicación de acceso abierto editada por la UNIR e incluida en el índice Journal Citation Reports (JCR).
- Nueva Revista de Política, Cultura y Arte

Fundada en 1990, esta revista analiza temas de actualidad desde perspectivas culturales, humanísticas, científicas, artísticas y políticas. Desde 2010, es editada por la UNIR.
- Misostenido

Revista semestral dedicada a la investigación musical, con especial énfasis en la función social y terapéutica de la música.
- UNIR Revista

Espacio digital de divulgación académica que recoge artículos de actualidad en múltiples áreas del conocimiento, elaborados por docentes e investigadores de la universidad.

## Doctoreshonoris causa
La UNIR ha otorgado el título de Doctor Honoris Causa a destacadas personalidades del ámbito académico y cultural, en reconocimiento a sus contribuciones a la lengua española, la educación y el conocimiento.
En octubre de 2023, la UNIR celebró su primera ceremonia de investidura de doctores honoris causa en el Monasterio de San Millán de la Cogolla, coincidiendo con el XV aniversario de la universidad. Los homenajeados fueron:
- Santiago Muñoz Machado, director de la Real Academia Española (RAE) y presidente de la Asociación de Academias de la Lengua Española (ASALE).
- Susana Cordero de Espinosa, directora de la Academia Ecuatoriana de la Lengua.
- Gonzalo Celorio Blasco, director de la Academia Mexicana de la Lengua.
- Juan Carlos Vergara Silva, director de la Academia Colombiana de la Lengua.

## México
UNIR México (Universidad Internacional de La Rioja en México) es una universidad mexicana de carácter privado aprobada ante la Secretaría de Educación Pública (SEP) en el año 2013. Cuenta con una oferta académica adaptada a México, con títulos de Licenciatura y Maestría oficiales con RVOE incorporados al sistema educativo nacional por la Secretaría de Educación Pública (SEP) de México.
UNIR México ofrece 5 Licenciaturas y 21 Maestrías, además de Másteres Oficiales Europeos y Diplomados.
En junio de 2023, la World Leaders Organization otorgó la distinción de doctor honoris causa a miembros destacados de UNIR México:
- Francisco David Mejía Rodríguez, rector de UNIR México.
- Julieta Palma Anda, vicerrectora de Relaciones Institucionales de UNIR México.

## Colombia
Con sede fija en Bogotá, UNIR imparte clases en línea y más de 1300 títulos que han sido convalidados por el Ministerio de Educación Nacional de la República de Colombia gracias al acuerdo entre España y Colombia de reconocimiento mutuo de títulos y grados académicos. UNIR en Colombia cuenta con más de 5000 alumnos y 8000 egresados.
Por otra parte, la Fundación Universitaria Internacional de La Rioja - UNIR Colombia constituida bajo las leyes de Colombia, fue aprobada por el Ministerio de Educación Nacional oficialmente en 2017. UNIR Colombia tiene cuatro pregrados universitarios.
Los estudios de Pregrado de la Fundación Universitaria Internacional de La Rioja tienen la Aprobación de Registro Calificado y están reconocidos por el Ministerio de Educación Nacional de la República de Colombia.

## Ecuador
En julio del 2016 UNIR se convierte en la primera universidad que se ha sometido de manera exitosa al nuevo proceso de evaluación de universidades en línea por parte de SENESCYT de Ecuador con base en el reglamento para carreras y programas académicos en línea y a distancia publicado por el Consejo de Educación Superior del Ecuador. A finales de 2019, UNIR en Ecuador tenía más de 9000 alumnos.

## Perú
En 2016, la UNIR estableció una sede fija en la ciudad de Lima para atender a los estudiantes de Perú.

## Resto de Hispanoamérica
A mediados de 2019, el Grupo Proeduca, al cual pertenece UNIR, adquirió la Marconi International University (MIU) con sede en Florida, en Estados Unidos, y la Escuela de Postgrado Neumann Business School, con sede en Lima, Perú.

## Escuela de idiomas de UNIR
La Universidad Internacional de La Rioja también ha creado su propia escuela de idiomas en línea orientada al ámbito escolar y profesional, donde se imparten clases de inglés y de español para extranjeros.

## Premios

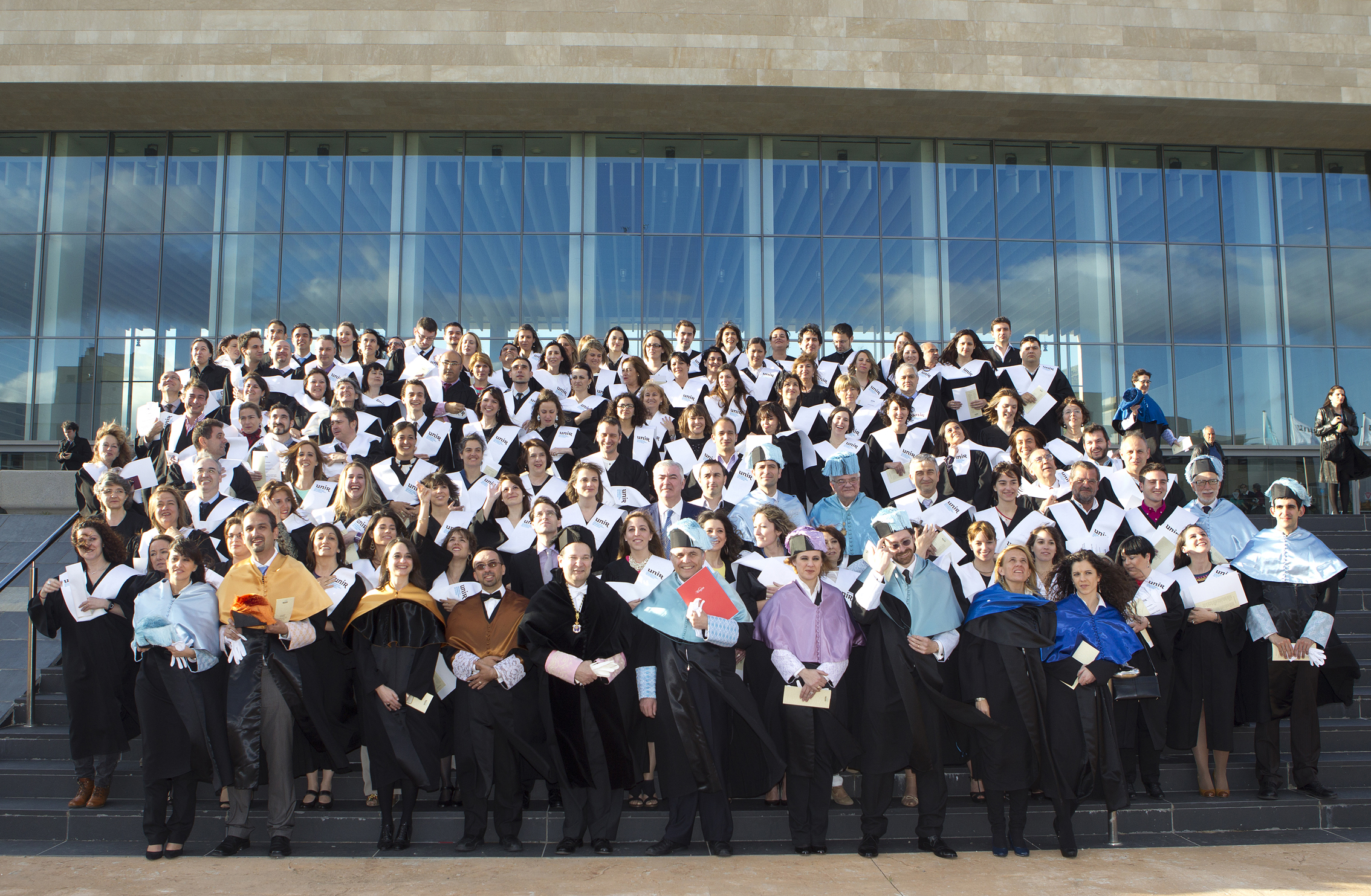
La primera graduación de UNIR

- En 2022, Times Higher Education nombra a UNIR como la mejor universidad en línea en la categoría “Perspectiva Internacional”. THE es uno de los tres rankings más influyentes y evalúa a las universidades con un alto grado de investigación. Se destaca la perspectiva internacional de UNIR, así como su capacidad investigadora.[37]
- En los años 2020 y 2022, UNIR ha obtenido el primer puesto nacional en docencia en el U-Ranking de Universidades Españolas elaborado por la Fundación BBVA y el Instituto Valenciano de Investigaciones Económicas (LVIE).[38][39]
- En 2019, UNIR fue distinguida con la Medalla de La Rioja,[40] la máxima condecoración que concede el Gobierno regional de La Rioja a las instituciones que hayan favorecido de modo notable los intereses públicos regionales.
- En el año 2018 ha sido galardonada con el "Premio Mejor Universidad Internacional"[41] por la Fundación Mundo Ciudad[42] en los Premios Excelencia Educativa.
- De manera consecutiva en los años 2018, 2019 y 2020, UNIR se ha posicionado en la primera posición del ranking FSO de Instituciones de formación superior en línea en español, ranking elaborado por la consultora Hamilton y el portal web Emagister.[43]
- En 2018, el MBA de UNIR fue considerado el mejor MBA en línea oficial en español del mundo según el ranking FSO 2018, especializado en Formación Superior En línea.[44]
- Ha sido galardonada con el Premio Mercurio Empresa 2012[45] y el Premio Prever[46] en la categoría de empresas e instituciones de 2011.